# José Fonseca e Costa
José da Fonseca e Costa GOIH (Caála, Angola, 27 de junho de 1933 – Lisboa, 1 de novembro de 2015) foi um cineasta português.

## Biografia
Nascido em Angola, na província do Huambo, mudar-se-ia para Lisboa em 1945, em pleno período de consolidação do Estado Novo. 
Frequentou a Faculdade de Direito da Universidade de Lisboa, entre 1951 e 1955. 
Pouco depois integraria a Direção do Cineclube Imagem, dedicando-se igualmente a crítica cinematográfica nas revistas Imagem e Seara Nova. 
Também traduziu para português (Editora Arcádia) livros da autoria de Sergei Eisenstein e Guido Aristarco, além de alguns romances, como Il Compagno, de Cesare Pavese, e Passione di Rosa, de Alba de Cespedes.
A proximidade ao MAC - Movimento Anti-Colonialista, que esteve na génese de vários movimentos de libertação nas províncias ultramarinas, levá-lo-ia a prisão e causar-lhe-ia constrangimentos no inicio da sua carreira. 
Em 1958 Fonseca e Costa concorreu a uma vaga como assistente de realização, na recém fundada Rádio e Televisão de Portugal, e, embora tenha ficado classificado em primeiro lugar, foi impedido de entrar na empresa por interferência da PIDE. Já em 1960 ser-lhe-ia recusada uma bolsa, solicitada ao Fundo do Cinema Nacional, para estudar cinema no Reino Unido. 
Em 1961 vive uma experiencia decisiva em Itália, ao ser assistente estagiário de Michelangelo Antonioni, na longa-metragem O Eclipse.
De novo em Portugal, volta a ter problemas com o regime. Em 1963 está preso quando estreia o primeiro filme da geração do Cinema Novo, Os Verdes Anos, de Paulo Rocha.
Realizador de publicidade a partir dos anos 1960, conciliara com essa atividade a realizacao vários documentários, dirigidos sobretudo a atividades industriais e ao turismo: Era o Vento… E o Mar… Sesimbra (1966), A Metafísica do Chocolate (1967), Regresso à Terra do Sol, (1967), A Cidade (1968),  The Pearl of Atlantic – Madeira (1968), The Columbus Route (1969),  Voar (1970), Golf in Algarve (1972). 
Estreia-se, finalmente, como realizador de ficção com O Recado, em 1972.
Conotado com o Cinema Novo Português, participou no trabalho coletivo do pós-25 de Abril, As Armas e o Povo (1975), uma colagem de imagens recolhidas entre os dias 25 de Abril e 1 de maio de 1974. 
A seguir, conjugou, em Os Demónios de Alcácer Kibir (1975) uma abordagem do colonialismo português com o ambiente do Alentejo gonçalvista, regressando ao tema da descolonização no documentário Independência de Angola – os Acordos de Alvor, o Governo de Transição, em 1977.
Entretanto filmou para a RTP a série 'Ivone – a faz tudo' (1979), protagonizada por Ivone Silva.
Com o filme Kilas, o Mau da Fita (1980), consegue um dos  maiores êxitos de público da sua carreira.
Em 1982 estreia Sem Sombra de Pecado, filme  protagonizado por Victoria Abril e Mário Viegas, que o leva ao Festival de Cannes ("Quinzaine des Réalisateurs") em 1983. O mesmo trabalho valer-lhe-ia o Prémio de Melhor Realização e o premio de Melhor Atriz para Victoria Abril, no Festival da Corunha, em Espanha.
Realizou depois Balada da Praia dos Cães, adaptação do romance homónimo de José Cardoso Pires.
O argumento de A mulher do próximo foi escrito em colaboração com Miguel Esteves Cardoso e Manuel Hidalgo. O filme recebeu o Grande Prémio "Colón de Oro" do Festival de Huelva, onde foi estreado.
Em 1989 estreia o filme Os Cornos de Cronos, com pouco sucesso.
Obteve um sucesso significativo e reconhecimento da critica com Cinco Dias, Cinco Noites, em 1996, longa-metragem adaptada do romance homónimo de Manuel Tiago, premiada no Festival de Gramado, nos Globos de Ouro e selecionado para o Montreal World Film Festival. 
Assinou O Fascínio (2003), Viúva Rica Solteira Não Fica (2006) e 'Os Mistérios de Lisboa or What the Tourist Should See' (2009), adaptado do guia turístico (1925), de Fernando Pessoa. 
O seu percurso inclui também o teatro, encenando em 2012 O Libertino, no Teatro da Trindade, em Lisboa, peça protagonizada por José Raposo, Maria João Abreu, Custódia Gallego e Filomena Cautela. 
Fonseca e Costa foi ainda dirigente do Centro Português de Cinema e da Associação de Realizadores de Cinema e Audiovisuais.
Foi igualmente presidente do Conselho de Administração da Tobis Portuguesa, entre 1992 e 1996. 
Foi eleito para o Conselho de Opinião da RTP, em 2000. 

#### Morte
Fonseca e Costa faleceu a 1 de novembro de 2015, no Hospital de Santa Maria, em Lisboa, vítima de pneumonia, com 82 anos de idade.

###### Condecorações
A 9 de Junho de 1995 foi feito Grande-Oficial da Ordem do Infante D. Henrique.

## Filmografia
2016 (póstumo) - Axilas, (Pedro Lacerda, José Raposo, Margarida Marinho, Elisa Lisboa e André Gomes). Adaptação do conto homónimo de Rubem Fonseca.
2008/09 - Os Mistérios de Lisboa or What the Tourist Should See, (Peter Coyote, Marilia Gabriela) Documentário sobre Lisboa, filmado a partir do guia escrito pelo poeta Fernando Pessoa em 1925.
2005/06 -  Viúva Rica Solteira Não Fica,  (Bianca Byington, Cucha Carvalheiro, José Raposo, Ricardo Pereira, Rogério Samora, Diogo Dória, Anton Skrzypiciel) Filmado entre Outubro e Dezembro um argumento de sua autoria, co-produzido com o Brasil, cuja  estreia teve lugar em Outubro/Novembro de 2006.
2003 - O Fascínio (Vitor Norte, Sylvie Rocha, José Fidalgo, Ana Moreira, Custódia Gallego, José Pinto, José Eduardo)  é a adaptação de romance homónimo do escritor brasileiro Tabajara Ruas, escrita em colaboração com João Constâncio,  filmado e estreado em 2003.
1995 - Cinco Dias, Cinco Noites (Paulo Pires, Vitor Norte, Ana Padrão, Teresa Roby, Laura Soveral, José Eduardo, Miguel Guilherme) é a adaptação do romance de Álvaro Cunhal com o mesmo título. O filme abre "Hors-Compétition" o Festival de Montréal em 1996, representa Portugal no Festival de Gramado, onde ganha o Prémio da Melhor Fotografia e da Melhor Música, respectivamente para Affonso Beato e António Pinho Vargas. Em Portugal conquista o "Troféu Nova Gente " e o "Globo de Ouro", ambos para o melhor filme português  estreado em 1996.
1990 - Le Blocus (Jean-François Stévenin, Patrick Fierry, Ana Padrão, Mário Viegas, Herman José, Nicolau Breyner, Paula Guedes), é um episódio de longa-metragem sobre a 1ª invasão francesa a Portugal integrado na série francesa "Napoléon et L'Europe" .
1989 - Os Cornos de Cronos (Carlos Vereza, Inês de Medeiros, Paula Guedes,  Mário Viegas, Maria do Céu Guerra, Pitum Keil do Amaral), seleccionado para representar Portugal no Festival do Cinema Europeu em 1990 é a adaptação cinematográfica do romance do mesmo título de Américo Guerreiro de Sousa, sendo um dos raros filmes de sua autoria em cuja escrita não participou.
1988 - A Mulher do Próximo (Carmen Dolores, Virgílio Teixeira, Fernanda Torres, Mário Viegas, Vitor Norte), é uma ideia original sua, escrita em colaboração com Miguel Esteves Cardoso e Manuel Hidalgo. Grande Prémio "Colón de Oro" do Festival de Huelva, onde foi estreado. Grande Prémio do Cinema Português em 1989.
1985 - Balada da Praia dos Cães (Assumpta Serna, Raúl Solnado, Patrick Bauchau, Carmen Dolores, Sergi Mateu, Pedro Efe, Cucha Carvalheiro),  adaptação cinematográfica do romance de José Cardoso Pires, sendo o filme co-produzido com a Espanha com um elenco de adaptadores e autores internacionais, de entre os quais se destacam Shawn Slovo e Antonio Larreta. Prémio da Melhor Actriz para Assumpta Serna no Festival de Madrid em 1986, menção honrosa no Festival do Filme policial de Cognac, o filme foi Grande Prémio do Cinema Português em 1986.
1982 - Sem Sombra de Pecado (Victoria Abril, Mário Viegas, Lia Gama, Henrique Viana, Armando Cortês), seleccionado para a "Quinzaine des Réalisateurs" 1983,  Prémio da Melhor Realização e da Melhor Actriz (Victoria Abril) no Festival da Corunha, em Espanha. Prémio do Melhor Argumento no "Mystfest", em Rimini (Itália). Grande Prémio do Cinema Português em 1983. É a adaptação cinematográfica, de sua autoria, de um conto de David Mourão-Ferreira intitulado “E Aos Costumes Disse Nada” constante do livro “Gaivotas Em Terra”. Carlos do Carmo tem uma participação no filme, interpretando numa casa de fados o tema O que sobrou de um queixume (contendo um verso que da titulo ao filme), da autoria de Frederico de Brito.
1980/81 - Música, Moçambique!, documentário de longa-metragem sobre música moçambicana. Estreado em Maputo a 25 de Junho de 1981 com a presença do Presidente Samora Machel para comemorar o dia da Independência de Moçambique. Seleccionado para a gala de encerramento  do Festival de Biarritz  de 1981.
1977/79/80 - Kilas, o Mau da Fita (com Mário Viegas, Lia Gama, Milú, Paula Guedes, Adelaide Ferreira, Lima Duarte, Natália do Vale, Pitum Keil do Amaral), co-produção luso-brasileira, menção honrosa do Festival de Biarritz em 1980. Grande Prémio do Cinema Português no ano seguinte. Foi o primeiro filme do chamado "Novo Cinema Português" a obter elevados índices de adesão popular. Trata-se de um argumento original de sua autoria.
1978 - Ivone, a faz tudo, série de 12 episódios com a actriz Ivone Silva, escrita por César de Oliveira e com música de Thilo Krassman.
1975 - Os Demónios de Alcácer Quibir (Ana Flora, Sérgio Godinho, Zita Duarte, João Guedes, Carlos José Teixeira, Artur Semedo, Ana Zanatti), é o  seu segundo filme de ficção,  que concebe e realiza. É o primeiro filme português seleccionado para a "Quinzaine des Réalisateurs" do Festival de Cannes, em 1976. O filme alcança enorme sucesso de estima e é seleccionado para inúmeros  festivais internacionais.
1974 - Realiza, para a RTP, a reportagem documental  da  visita  a  Portugal  do cantor Georges Moustaki para celebrar a grande festa que foi o 25 de Abril, sem que, no entanto, passe a fazer parte dos quadros da empresa.
1972 - Golf in the Algarve, documentário turístico sobre a região do Algarve. Grande Prémio do Festival do Filme Turístico de Monte Carlo, no mesmo ano.
1972 - Mónica ou Um Diário Algarvio, documentário com argumento de António Quadros.
1970 - O Recado (Maria Cabral, José Viana) é o seu 1º filme de ficção de longa-metragem,  um dos primeiros filmes produzidos pelo Centro Português de Cinema, em co-produção com a Espanha, cuja escrita e realização assegura. Estreia no Festival de San Remo, onde tem uma menção honrosa em 1971, sendo exibido em  Lisboa logo a seguir, com grande afluência de espectadores. O impacto provocado pelo filme dá origem à organização, em Nice, da primeira Semana do Cinema Novo Português no estrangeiro, organizada naquela cidade por inicitiva do crítico de “Cinema 71” Jean Gilli, sob a égide da revista, do Cineclube local e da Universidade de Nice, onde leccionava Eduardo Lourenço que assistira, em San Remo, à estreia do filme.
1968 - A cidade, documentário sobre Évora. Prémio da Casa da Imprensa de 1969.
1967 - The Colombus Route, documentário sobre a 1ª viagem de Cristóvão Colombo, para o mercado americano. Grande Prémio do I Festival Internacional do Filme Turístico, Lisboa, 1968.
1967 - Regresso à Terra do Sol, documentário sobre o regresso ao país natal, a propósito da inauguração da sede do Banco Comercial de Angola, em Luanda. Exibição proibida pela Censura.
1966 - The Pearl of the Atlantic, documentário sobre a Ilha da Madeira, para o mercado americano.
1965 - A Metafísica dos Chocolates, documentário sobre a fábrica de chocolates Regina, em Lisboa., inspirado no poema de Pessoa "Tabacaria".
1964 - E era o mar, documentário sobre o Hotel do Mar, do arquitecto Francisco da Conceição Silva.

## Colaboradores recorrentes
| Colaborador                                             | E Era o Vento… e Era o Mar (1966)               | Regresso à Terra do Sol (1967)                  | A Metafísica do Chocolate (1967)                | A Cidade (1968)                                 | A Pérola do Atlântico (1968)                    | O Recado (1971)                                 | Os Demónios de Alcácer Quibir (1976)            | Ivone Silva: "A Faz Tudo" (1979)                | Kilas, o Mau da Fita (1980)                     | Música, Moçambique! (1981)                      | Sem Sombra de Pecado (1983)                     | Balada da Praia dos Cães (1986)                 | A Mulher do Próximo (1988)                      | Os Cornos de Cronos (1990)                      | Napoléon et l'Europe: Le Blocus (1991)          | Cinco Dias, Cinco Noites (1996)                 | O Fascínio (2003)                               | Viúva Rica Solteira Não Fica (2006)             | Os Mistérios de Lisboa (2009)                   | Axilas (2016)                                   | Total                                           |
| Membros de elenco frequentes (4 ou mais filmes)         | Membros de elenco frequentes (4 ou mais filmes) | Membros de elenco frequentes (4 ou mais filmes) | Membros de elenco frequentes (4 ou mais filmes) | Membros de elenco frequentes (4 ou mais filmes) | Membros de elenco frequentes (4 ou mais filmes) | Membros de elenco frequentes (4 ou mais filmes) | Membros de elenco frequentes (4 ou mais filmes) | Membros de elenco frequentes (4 ou mais filmes) | Membros de elenco frequentes (4 ou mais filmes) | Membros de elenco frequentes (4 ou mais filmes) | Membros de elenco frequentes (4 ou mais filmes) | Membros de elenco frequentes (4 ou mais filmes) | Membros de elenco frequentes (4 ou mais filmes) | Membros de elenco frequentes (4 ou mais filmes) | Membros de elenco frequentes (4 ou mais filmes) | Membros de elenco frequentes (4 ou mais filmes) | Membros de elenco frequentes (4 ou mais filmes) | Membros de elenco frequentes (4 ou mais filmes) | Membros de elenco frequentes (4 ou mais filmes) | Membros de elenco frequentes (4 ou mais filmes) | Membros de elenco frequentes (4 ou mais filmes) |
| ------------------------------------------------------- | ----------------------------------------------- | ----------------------------------------------- | ----------------------------------------------- | ----------------------------------------------- | ----------------------------------------------- | ----------------------------------------------- | ----------------------------------------------- | ----------------------------------------------- | ----------------------------------------------- | ----------------------------------------------- | ----------------------------------------------- | ----------------------------------------------- | ----------------------------------------------- | ----------------------------------------------- | ----------------------------------------------- | ----------------------------------------------- | ----------------------------------------------- | ----------------------------------------------- | ----------------------------------------------- | ----------------------------------------------- | ----------------------------------------------- |
| Luís Barradas                                           |                                                 |                                                 |                                                 |                                                 |                                                 | Yes                                             | Yes                                             | Yes                                             | Yes                                             |                                                 |                                                 |                                                 |                                                 |                                                 |                                                 |                                                 |                                                 |                                                 |                                                 |                                                 | 4                                               |
| Cucha Carvalheiro                                       |                                                 |                                                 |                                                 |                                                 |                                                 |                                                 |                                                 |                                                 |                                                 |                                                 |                                                 | Yes                                             |                                                 | Yes                                             |                                                 | Yes                                             | Yes                                             | Yes                                             |                                                 |                                                 | 5                                               |
| Pedro Efe                                               |                                                 |                                                 |                                                 |                                                 |                                                 |                                                 | Yes                                             | Yes                                             | Yes                                             |                                                 |                                                 | Yes                                             |                                                 |                                                 |                                                 | Yes                                             |                                                 |                                                 |                                                 |                                                 | 5                                               |
| Paula Guedes                                            |                                                 |                                                 |                                                 |                                                 |                                                 |                                                 |                                                 |                                                 | Yes                                             |                                                 |                                                 | Yes                                             |                                                 | Yes                                             | Yes                                             |                                                 |                                                 |                                                 |                                                 | Yes                                             | 5                                               |
| Tony Morgon                                             |                                                 |                                                 |                                                 |                                                 |                                                 |                                                 | Yes                                             | Yes                                             | Yes                                             |                                                 | Yes                                             |                                                 |                                                 |                                                 |                                                 |                                                 |                                                 |                                                 |                                                 |                                                 | 4                                               |
| Vítor Norte                                             |                                                 |                                                 |                                                 |                                                 |                                                 |                                                 |                                                 |                                                 |                                                 |                                                 |                                                 |                                                 | Yes                                             | Yes                                             |                                                 | Yes                                             | Yes                                             |                                                 |                                                 |                                                 | 4                                               |
| Mário Viegas                                            |                                                 |                                                 |                                                 |                                                 |                                                 |                                                 |                                                 |                                                 | Yes                                             |                                                 | Yes                                             | Yes                                             | Yes                                             | Yes                                             | Yes                                             |                                                 |                                                 |                                                 |                                                 |                                                 | 6                                               |
| Membros de equipa técnica frequentes (4 ou mais filmes) |                                                 |                                                 |                                                 |                                                 |                                                 |                                                 |                                                 |                                                 |                                                 |                                                 |                                                 |                                                 |                                                 |                                                 |                                                 |                                                 |                                                 |                                                 |                                                 |                                                 |                                                 |
| Acácio de Almeida (Cinematografia)                      |                                                 |                                                 |                                                 |                                                 |                                                 |                                                 |                                                 |                                                 |                                                 |                                                 |                                                 | Yes                                             |                                                 |                                                 |                                                 |                                                 | Yes                                             | Yes                                             | Yes                                             |                                                 | 4                                               |
| José Manuel Alves Pereira (Edição)                      |                                                 |                                                 |                                                 |                                                 |                                                 |                                                 |                                                 |                                                 |                                                 | Yes                                             | Yes                                             |                                                 | Yes                                             | Yes                                             |                                                 |                                                 |                                                 |                                                 |                                                 |                                                 | 4                                               |
| Paulo Branco (Produção)                                 |                                                 |                                                 |                                                 |                                                 |                                                 |                                                 |                                                 |                                                 |                                                 |                                                 |                                                 |                                                 |                                                 |                                                 |                                                 | Yes                                             | Yes                                             | Yes                                             |                                                 | Yes                                             | 4                                               |
| Luís Castro (Efeitos sonoros)                           |                                                 |                                                 |                                                 |                                                 |                                                 |                                                 |                                                 |                                                 |                                                 |                                                 | Yes                                             | Yes                                             | Yes                                             | Yes                                             |                                                 |                                                 |                                                 |                                                 |                                                 |                                                 | 4                                               |
| Alexandre Gonçalves (Mistura de som)                    | Yes                                             | Yes                                             | Yes                                             | Yes                                             | Yes                                             |                                                 |                                                 |                                                 |                                                 |                                                 |                                                 |                                                 |                                                 |                                                 |                                                 |                                                 |                                                 |                                                 |                                                 |                                                 | 5                                               |
| Edgar Gonsalves Preto (Assistente de realização)        | Yes                                             |                                                 | Yes                                             | Yes                                             | Yes                                             |                                                 |                                                 |                                                 |                                                 |                                                 |                                                 |                                                 |                                                 |                                                 |                                                 |                                                 |                                                 |                                                 |                                                 |                                                 | 4                                               |
| Ana Lorena (Caracterização)                             |                                                 |                                                 |                                                 |                                                 |                                                 |                                                 |                                                 |                                                 |                                                 |                                                 |                                                 |                                                 | Yes                                             |                                                 |                                                 | Yes                                             |                                                 | Yes                                             |                                                 | Yes                                             | 4                                               |
| Carlos Pinto (Som)                                      |                                                 |                                                 |                                                 |                                                 |                                                 |                                                 |                                                 | Yes                                             | Yes                                             | Yes                                             | Yes                                             |                                                 |                                                 |                                                 |                                                 |                                                 |                                                 |                                                 |                                                 |                                                 | 4                                               |
| Elso Roque (Cinematografia)                             | Yes                                             | Yes                                             | Yes                                             | Yes                                             |                                                 |                                                 |                                                 |                                                 |                                                 |                                                 |                                                 |                                                 |                                                 |                                                 | Yes                                             |                                                 |                                                 |                                                 |                                                 |                                                 | 5                                               |

## Família e vida pessoal
Era irmão da atriz Cucha Carvalheiro e do treinador de atletismo António Fonseca e Costa, primo do marchador internacional Carlos Albano, cunhado do advogado Vasco Vieira de Almeida e tio-avô da apresentadora Carolina Patrocínio. 
Divorciado, tinha dois filhos, Ana Lúcia e João Pedro, e três netos, Júlia, Francisco e José Pedro.

Em junho de 2012, Fonseca e Costa e a sua companheira foram vítimas de um violento assalto, à porta de casa, no Bairro Alto, em Lisboa. Ferido por uma navalhada no pescoço, Fonseca e Costa foi assistido no Hospital de São José, tendo recuperado sem grandes problemas.